# Franz Bistricky
Franz Alois Bistricky (ur. 26 lipca 1914 w Wiedniu, zm. 7 maja 1975) – austriacki piłkarz ręczny, medalista olimpijski.
Uczestnik letnich igrzysk olimpijskich. Na igrzyskach w Berlinie (1936) zagrał w dwóch spotkaniach. Były to dwa wygrane pojedynki przeciwko reprezentacji Szwajcarii (11–6) i Rumunii (18–3). Bistricky zdobył gola w meczu z Rumunią. Ostatecznie reprezentacja Austrii zdobyła srebrny medal, przegrywając z ekipą gospodarzy.